# Mario Casillas
Mario Casillas Rábago (San Miguel el Alto, Jalisco, 10 de junio de 1938) es un actor y guionista mexicano.
Es el hermano menor de los también actores Gregorio Casal y Alejandro Rábago, y del cineasta Jaime Casillas.
Algunos de sus papeles en telenovelas más conocidos son los que interpretó en La dueña (1995), Abrázame muy fuerte (2000-2001), Las vías del amor (2002-2003) Amar otra vez (2004) y Pablo y Andrea (2005).

## Filmografía

### Telenovelas
- Corazón que miente (2016).... Obispo
- La tempestad (2013).... Jesús Ballesteros
- Libre para amarte (2013) ... Pancho El Señor del Maletín
- Mentir para vivir (2013) .... Iván Villagómez
- Corazón indomable (2013).... José María Baéz
- Corona de lágrimas (2012-2013).... Gastón
- La fuerza del destino (2011) .... Alejandro
- Rafaela (2011).... Hugo
- Hasta que el dinero nos separe (2009-2010).... Rubiales, el camarón
- Cuidado con el ángel (2008-2009) ... Lic. Lozada
- Querida enemiga (2008) ... Alan Zimmerman
- Las tontas no van al cielo (2008) ... Clemente Morales
- Muchachitas como tú (2007) ... Luis Villaseñor
- La verdad oculta (2006) ... Javier Garnica
- Pablo y Andrea (2005) ... Don Severino
- La madrastra (2005) ... Dr René Rodríguez
- Amar otra vez (2004) ... Manuel Chamorro Gutiérrez
- Las vías del amor (2002-2003) ... Jerónimo Mendoza Romero
- Salomé (2001-2002) ... Rodrigo Lavalle
- María Belén (2001) ... Julián
- Abrázame muy fuerte (2000-2001) ... Marcelino
- Cuento de Navidad (1999-2000) ... Espíritu de las campanas
- El privilegio de amar (1998-1999) ... Miguel Beltrán
- Una luz en el camino (1998) ... Don Eliseo
- La dueña (1995) ... Manuel Hernández
- El vuelo del águila (1994-1995) ... Carlos Pacheco
- Atrapada (1991-1992) ... Aníbal
- Yo compro esa mujer (1990) ... Raúl de Marín
- Lo blanco y lo negro (1989) ... Ramón Ferreira
- El extraño retorno de Diana Salazar (1988-1989) ... Gonzalo
- Senda de gloria (1987) ... Antonio Álvarez
- La gloria y el infierno (1986) ... Licenciado Arvídes
- Cumbres Borrascosas (1979)
- Viviana (1978-1979) ... Ernesto
- Santa (1978) ... Marcelino Beltrán
- Yo no pedí vivir (1977) ... Esteban
- El milagro de vivir (1975-1976) ... Alejandro Alvarado
- Siempre habrá un mañana (1974)
- El carruaje (1972) .... Capitán Esteban Rosas / Coronel Jaime Pereyra / Coronel Tolsá
- Me llaman Martina Sola (1972)
- La Constitución (1970) .... Alfonso Cravioto
- Los Caudillos (1968) ... Fernández Lizardi

### Películas
- Rock Marí (2010) ... Maestro Cortina
- Que vivan los muertos (1998)
- De muerte natural (1996)
- Viernes trágico (1990)
- Cacería de narcos (1987) ... Comandante
- El misterio de la casa abandonada (1987) ... Notario
- Yako, cazador de malditos (1986)
- Mexicano, ¡Tú puedes! (1985)
- Memoriales perdidos (1985)
- Toña, nacida virgen (1982) ... Médico del Sector Salud
- Bandera rota (1979)
- Las noches de Paloma (1978) ... Chente Mancilla
- Pasajeros en tránsito (1978)
- Cascabel (1977)
- Las poquianchis (1976)
- Chicano (1976)
- Meridiano 100 (1976) ... Médico
- Aquellos años (1973)
- La verdadera vocación de Magdalena (1972) ... Entrevistador
- Tonta tonta pero no tanto (1972) ... Antonio Calvo y Hermosillo
- Muñeca reina (1972) ... Óscar
- Cayó de la gloria el diablo (1972) ... Pepe, director de TV
- Tú, yo, nosotros (1972)
- Los marcados (1971)
- Siempre hay una primera vez (1971) ... (Segmento "Gloria")
- Muera Zapata... Viva Zapata (1970)
- La manzana de la discordia (1968)

### Series
- Como dice el dicho (2011)
- El equipo (2011) ... Demetrio Pérez Canto "Deme"
- Los simuladores (2009)
- Vecinos (2008) ... Arturo López
- Chespirito (1989)

### Teatro
- 11 y 12 (1992)